# Magazine
A Magazine brit újhullámos/post-punk együttes volt. Manchesterben alakult meg 1977-ben és 2011-ig állt fenn.  Legelső nagylemeze, a Real Life bekerült az 1001 lemez, amit hallanod kell, mielőtt meghalsz című könyvbe. Az együttest Howard Devoto alapította, miután kiszállt a Buzzcocks zenekarból.

## Tagjai
- Howard Devoto,
- John McGeoch,
- Barry Adamson,
- Martin Jackson,
- Bob Dickinson,
- Dave Formula,
- Paul Spencer,
- John Doyle,
- Robin Simon,
- Ben Mandelson,
- Noko,
- Jon White.

## Diszkográfiája
- Real Life (1978)
- Secondhand Daylight (1979)
- The Correct Use of Soap (1980)
- Magic, Murder and the Weather (1981)
- No Thyself (2011)